# Дмитриј Гаљамин
Дмитриј Александрович Гаљамин (рус. Дмитрий Александрович Галямин; 8. јануар 1963, Москва) бивши је руски фудбалер.

## Каријера
У Совјетском Савезу је наступао за Спартак Москву и за ЦСКА из Москве од 1981. до 1991. године. Гаљамин је играо за шпанске клубове Еспањол и Мериду. Фудбалску каријеру окончао је 1995. године.
Након завршетка играчке каријере је радио, углавном у Русији, као фудбалски тренер и спортски функционер.
Играо је за три различите репрезентације, прво за СССР, након тога за уједињену репрезентацију Заједнице независних држава која је настала након распада Совјетског Савеза и за Русију. Био је учесник са репрезентацијом Русије на завршном турниру Светског првенства 1994. у САД, играо је на мечу против Шведске. За репрезентацију је укупно одиграо 19 мечева.

## Успеси
- Првенство СССР: 1991.
- Куп СССР: 1991.